# Szabados Miklós
Szabados Miklós (Budapest, 1912. március 13. – Sydney, 1962. február 12.) tizenötszörös világbajnok magyar asztaliteniszező.

## Élete
1928-tól az MTK (Magyar Testgyakorlók Köre), majd 1934-től a DSC (Duna Sport Club) asztaliteniszezője volt. 1929-től 1937-ig szerepelt a magyar válogatottban. A második világháború előtt a magyar asztaliteniszezők kiemelkedően jól szerepeltek a világbajnokságokon, Szabados Miklós 1929 és 1937 között összesen huszonhárom világbajnoki érmet nyert és ezzel Barna Viktor után a második legeredményesebb magyar asztaliteniszező lett. Tizenöt világbajnoki aranyérme közül egyet nyert egyéniben, hatot Barna Viktorral férfi párosban és hármat Mednyánszky Máriával vegyes párosban. Ötször volt a világbajnok magyar csapat tagja.
1937-ben Kelen Istvánnal távol-keleti turnén vett részt, ahonnan nem tért vissza Magyarországra. Ausztráliában telepedett le, Sydneyben asztalitenisz-centrumot, később bridzsszalont nyitott.

## Sporteredményei
- tizenötszörös világbajnok:
  - egyes: 1931
  - férfi páros: 1929, 1930, 1931, 1932, 1934,[1] 1935
  - vegyes páros: 1930, 1931, 1934[1]
  - csapat: 1929, 1930, 1931, 1934,[1] 1935
- hatszoros világbajnoki 2. helyezett:
  - egyes: 1929, 1932, 1935
  - vegyes páros: 1932
  - csapat: 1932, 1937
- kétszeres világbajnoki 3. helyezett:
  - egyes: 1934[1]
  - vegyes páros: 1935
- tizennyolcszoros magyar bajnok:
  - egyes: 1929, 1931, 1934
  - férfi páros: 1929, 1930, 1931, 1932, 1934, 1935, 1936
  - vegyes páros: 1934, 1935
  - csapat: 1929, 1930, 1932, 1934, 1935, 1936